# Кроненберг
Кроненберг (њем. Cronenberg) општина је у њемачкој савезној држави Рајна-Палатинат. Једно је од 98 општинских средишта округа Кузел. Према процјени из 2010. у општини је живјело 158 становника. Посједује регионалну шифру (AGS) 7336013.

## Географски и демографски подаци
Кроненберг се налази у савезној држави Рајна-Палатинат у округу Кузел. Општина се налази на надморској висини од 250 метара. Површина општине износи 2,6 km². У самом мјесту је, према процјени из 2010. године, живјело 158 становника. Просјечна густина становништва износи 60 становника/km².